# Сбит преразказ
Сбит преразказ е преразказ, в който съкратено се предава само най-важно в художествената творба. Сбитият преразказ се прави в трето лице единствено число в сегашно време или с други думи в сегашно историческо време. Информацията се предава възможно най-кратко.
Сбитият преразказ е вид текст, в който със свои думи точно, но кратко и стегнато се пресъздава само най-главното от съдържанието на повествователен текст. В този вид преразказ се пресъздава само най-главното от сюжетната верига на първоизточника, се включват всички нейни звена и всички детайли в тях.
- Последователно, стегнато, точно и кратко да се преразказва само най-същественото.
- Да се пропускат несъществените подробности.
- Описанията да се предават пестеливо.
- Пряката реч да се превръща в непряка.
- Да се използват кратки, но ясни и изразителни изрази.
- Да се работи по план, който включва само основните моменти.
- Да се пише в сегашно историческо време.
- Не се допускат разсъждения.